# Віракоча Інка
Віракоча Інка (*Wiraqucha Inka, д/н —бл. 1448) — 8-й Капак Інка держави Куско у 1410–1438 роках, тривалий час боровся з державою чанка, але зазнав невдачі. Внаслідок цього був позбавлений трону.

## Життєпис
Походив з династії Верхнього Куско. Син Яуара Уакака. При народженні отримав ім'я Атун Тупак Інка. Близько 1410 року внаслідок нетривалої боротьби зайняв трон. Невідомо чи відсторонив батька від влади, чи боровся за владу після смерті того. Він стверджував, що нібито у сні йому з'явився бог Віракоча з великою широкою бородою, такої незвичайної для індіанців, і попросив його про те, щоб саме він успадкував від батька регалії Інків. У зв'язку з цим принц і прийняв ім'я цього бога-творця.
На відміну від батька Віракоча Інка вирішив оружно розширити кордони держави Куско. Проте спочатку йому довелося зайнятися замиренням своїх підданців, оскільки, як тільки він вперше залишив Куско, в місті відразу спалахнув заколот проти нового Капак Інки на чолі синів Яуара Уакаки. Заколтники вбили брата Віракочі, Року, який керував містом за відсутності володаря. Також вони вбили наложниць Віракочі Інки. Останній, повернувшись до Куско, своєю чергою знищив усіх, хто робив замах на його життя.
Зміцнення влади дозволило Капак Інки продовжити загарбницьку політику. Він опанував важливим містом-державою Калька над річкою Урубамба, остаточно підкорив і приєднав до Тауантінсую місто Муйне, яке відігравало в цей період виключно важливу стратегічну роль. Після захоплення міста Муйне, розташованого на південь від Куско, Інка Віракоча рушив ще далі на південь і південний схід. Він остаточно приєднав до Куско три тутешніх великих індіанських племені: чавін і кана. Останнє плем'я підкорилося без бою.
Після цього Віракоча Інка вирішив втрутитися у боротьбу між державами Колья та Лупака, що боролися за контроль над усіма аймарами (сучасне плато Альтіплано в Болівії). Зрештою Капак Інка уклав союз з Капаком Карі, володарем держави Лупака, проти Капаку Сапани, володаря держави Колья. Водночас Віракоча спрямував до озера Тітікака свої війська, щоб надати військову допомогу новому союзнику інків в Лупакі. Проте ще до підходу інкської армії війська Капака Карі здобули цілковиту перемогу та захопили Колью. Попри це в рамках нової угоди з Лупаком держава Куско отримала землі неподалік Тітікаки.
Надалі Віракоча Інка звів резиденцію в Пісаку, неподалік Куско, де проводив більшу частину часу зі своїми дружинами та наложницями. Він зробив своїм співволодарем (Інка Ратіном) улюбленого сина Інку Урко. Поступово Капак Інка все більше відходив від державних справ. Водночас саме за цього володаря сільське господарство набуло нового розвитку Віракоча Інка приділяв велику увагу збільшенню кількості гаїв та текстильного виробництва. За деякими відомостями він вигадав токапу, тобто геометричні фігури на одязі для підкреслення статусу знаті.
У 1438 році 40-тисічне військо держави чанка рушив проти Віракочі Інки, але той втік з Куско до Пісаку, а Інка Урко — до Кальки. Це викликало паніку серед інків. Оборону Куско очолили старший син володаря Куско — Рока, його брат Тупак Уарочірі, Верховний жрець Храму Сонця в Куско, та Кусі Юпанкі. Завдяки особистій хоробрості останнього інки здобули цілковиту перемогу. В результаті Кусі Юпанки повалив свого батька, якому наказано залишатися у Пісаку. Віракоча Інка помер тут близько 1448 року.